# 京都縦貫自動車道
京都縦貫自動車道（きょうとじゅうかんじどうしゃどう、英語: KYOTO JUKAN EXPWY）は、京都府宮津市から同府乙訓郡大山崎町に至る、延長93.2キロメートル (km) の国土交通大臣指定に基づく高規格幹線道路（一般国道の自動車専用道路）（B路線）である。国道478号に指定されている。なお、法律上の京都縦貫自動車道は、京滋バイパスとして供用されている、大山崎JCT - 久御山IC間も含まれる。また、大山崎JCTで接続する名神高速道路、京滋バイパスとは異なり、大都市近郊区間は設定されていない。略称は京都縦貫道（きょうとじゅうかんどう）。
高速道路ナンバリングによる路線番号は、山陰近畿自動車道、山陰自動車道とともに「E9」が割り振られている。

## 概要
京都縦貫自動車道は、綾部宮津道路・丹波綾部道路・京都丹波道路・京都第二外環状道路で構成されており、南北に長い京都府内を縦貫し、京都北部と南部の連携を強化、地域の活性化を図るとともに、高規格道路網の脆弱な京都市街地の外環状道路としての役割を担っており、京都府の背骨とも言われている。
2015年（平成27年）7月18日の、京丹波わちIC - 丹波IC間の開通をもって全線開通した。
料金は千代川インターチェンジを境に、八木本線料金所と篠本線料金所でそれぞれ徴収または徴収のための通行券発行を行う方式となっている。

## 路線名

### 綾部宮津道路

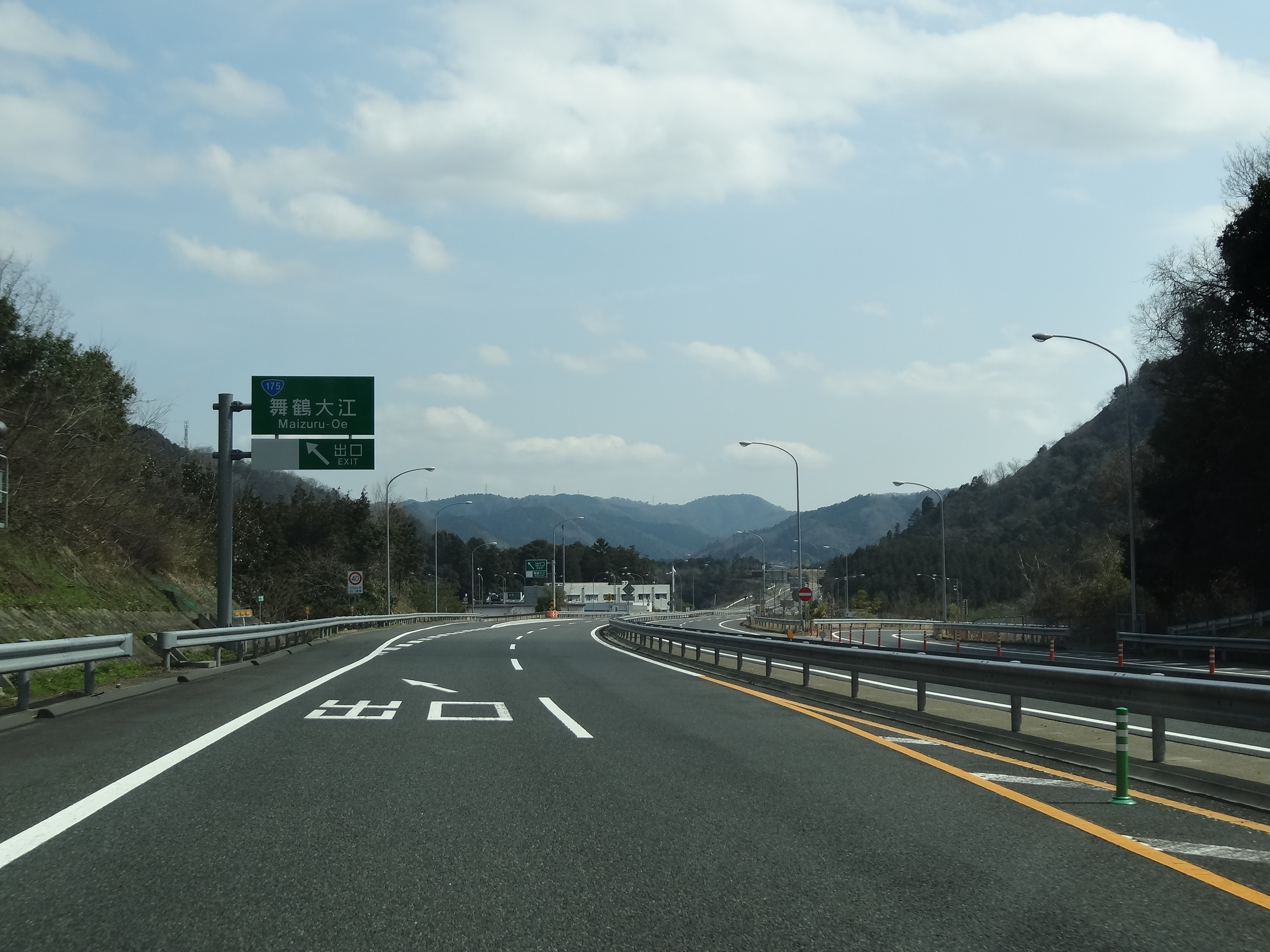
舞鶴大江IC付近（綾部JCT方面）

- 区間 : 宮津天橋立IC - 綾部JCT
- 起点 : 京都府宮津市
- 終点 : 京都府綾部市
- 延長 : 23.4 km
- 規格 : 第1種第3級
- 設計速度 : 80 km/h
- 車線数 : 暫定2車線（完成4車線）
- 管理 : 西日本高速道路株式会社

### 丹波綾部道路
- 区間 : 綾部JCT - 丹波IC
- 起点 : 京都府綾部市
- 終点 : 京都府船井郡京丹波町
- 延長 : 29.2 km
- 規格 : 第1種第3級
- 設計速度 : 80 km/h
- 車線数 : 暫定2車線（完成4車線）
- 管理 : 西日本高速道路株式会社

### 京都丹波道路
- 区間 : 丹波IC - 沓掛IC
- 起点 : 京都府船井郡京丹波町
- 終点 : 京都府京都市西京区
- 延長 : 31.3 km
- 規格 : 第1種第3級
- 設計速度 : 80 km/h
- 車線数 : 4車線（園部IC - 丹波IC間は暫定2車線）
- 管理 : 西日本高速道路株式会社

### 京都第二外環状道路
- 区間 : 沓掛IC - 大山崎JCT - 久御山IC

※大山崎JCT - 久御山IC間は、京滋バイパスとして供用。
- 管理 : 西日本高速道路株式会社

その他、詳細は京都第二外環状道路を参照。

## インターチェンジなど
- 全区間京都府内に所在。
- IC番号欄の背景色が■である区間は既開通区間に該当する。
施設欄の背景色が■である区間は未開通区間または未供用施設に該当する。
- 路線名の特記がないものは市道。
- バスストップ (BS) のうち、○/●は運用中、◆は休止中の施設。無印はBSなし。
- 英略字は以下の項目を示す。
IC：インターチェンジ、JCT：ジャンクション、PA：パーキングエリア、TB：本線料金所、BS：バスストップ

| IC 番号                            | 施設名         | 接続路線名                                   | 起点 から （km） | BS | 備考                          | 所在地          |                 |
| ---------------------------------- | -------------- | -------------------------------------------- | ---------------- | -- | ----------------------------- | --------------- | --------------- |
| E9 山陰近畿自動車道 豊岡・鳥取方面 |                |                                              |                  |    |                               |                 |                 |
| 1                                  | 宮津天橋立IC   | 府道9号綾部大江宮津線                        | 0.0              |    |                               | 宮津市          | 宮津市          |
| 2                                  | 舞鶴大江IC     | 府道533号内宮地頭線                          | 11.2             |    |                               | 舞鶴市          | 舞鶴市          |
| -                                  | 由良川PA       | -                                            | 11.9             |    |                               | 舞鶴市          | 舞鶴市          |
| 3                                  | 綾部JCT        | E27 舞鶴若狭自動車道                         | 23.4             | -  | 舞鶴若狭道のIC番号は6         | 綾部市          | 綾部市          |
| -                                  | 綾部北TB       | -                                            | 23.7             | -  | 2008年9月13日廃止             | 綾部市          | 綾部市          |
| 3-1                                | 綾部安国寺IC   | 国道27号                                     | 26.3             |    |                               | 綾部市          | 綾部市          |
| 4                                  | 京丹波わちIC   | 国道27号                                     | 33.1             |    |                               | 船井郡 京丹波町 | 船井郡 京丹波町 |
| 5                                  | 京丹波みずほIC | 国道173号                                    | 44.6             |    |                               | 船井郡 京丹波町 | 船井郡 京丹波町 |
| -                                  | 京丹波PA       | -                                            | 50.6             |    | 道の駅併設                    | 船井郡 京丹波町 | 船井郡 京丹波町 |
| 6                                  | 丹波IC         | 国道9号                                      | 52.6             |    |                               | 船井郡 京丹波町 | 船井郡 京丹波町 |
| 7                                  | 園部IC         | 府道19号園部平屋線                           | 58.0             |    |                               | 南丹市          | 南丹市          |
| 8                                  | 八木西IC       | 府道408号郷ノ口室河原線                      | 62.4             |    | 大山崎JCT方面出入口           | 南丹市          | 南丹市          |
| -                                  | 八木TB         | -                                            | 62.6             | -  |                               | 南丹市          | 南丹市          |
| 9                                  | 八木中IC       | 国道9号                                      | 63.2             |    | 宮津天橋立IC方面出入口        | 南丹市          | 南丹市          |
| -                                  | 南丹PA         | -                                            | 63.9             |    |                               | 南丹市          | 南丹市          |
| 10                                 | 八木東IC       | 府道455号八木東インター線                    | 64.9             |    | 大山崎JCT方面出入口           | 南丹市          | 南丹市          |
| 11                                 | 千代川IC       | 府道73号宮前千歳線                           | 67.8             |    |                               | 亀岡市          | 亀岡市          |
| 12                                 | 大井IC         | 府道407号東掛小林線                          | 70.3             |    |                               | 亀岡市          | 亀岡市          |
| 13                                 | 亀岡IC         | 国道372号 国道423号                          | 72.9             |    |                               | 亀岡市          | 亀岡市          |
| -                                  | 篠TB           | -                                            | 78.2             | -  |                               | 亀岡市          | 亀岡市          |
| 14                                 | 篠IC           |                                              | 78.4             |    |                               | 亀岡市          | 亀岡市          |
| 15                                 | 沓掛IC         | 国道9号                                      | 83.6             |    | 宮津天橋立IC方面出入口        | 京都市 西京区   |                 |
| 16                                 | 大原野IC       | 府道10号大山崎大枝線 府道141号小塩山大原野線 | 85.1             |    | 大山崎JCT方面出入口           | 京都市 西京区   |                 |
| 17                                 | 長岡京IC       | 府道10号大山崎大枝線                         | 91.9             | ○  | BSは大山崎JCT方面出入口に併設 | 長岡京市        | 長岡京市        |
| 33-3                               | 大山崎JCT      | E88 京滋バイパス E1 名神高速道路             | 93.2             | -  |                               | 乙訓郡 大山崎町 | 乙訓郡 大山崎町 |
| E88 京滋バイパス 宇治・草津方面    |                |                                              |                  |    |                               |                 |                 |

## 歴史
- 1988年（昭和63年）2月17日 : 千代川IC - 亀岡IC間が、一般国道9号 亀岡道路として、無料で開通し、亀岡IC - 沓掛IC間が、一般国道9号 老ノ坂亀岡道路として開通。
- 1989年度（平成元年度） : 京都第二外環状道路が事業化[6]。
- 1990年度（平成2年度） : 綾部宮津道路が事業化[7][8]。
- 1993年（平成5年）
  - 1993年度（平成5年度） : 丹波綾部道路が事業化[9][10]。
  - 4月1日 : 千代川IC - 沓掛IC間が、一般国道9号から一般国道478号に変更され、それに伴い起点と終点が入れ換わる。
  - 9月9日 : 千代川IC - 亀岡IC間が有料化。
- 1996年（平成8年）4月27日 : 一般国道9号 亀岡道路と、一般国道9号 老ノ坂亀岡道路の名称を、京都丹波道路[注釈 3]に変更し、丹波IC - 千代川IC間が開通。

千代川IC - 亀岡IC間が4車線化。
- 1997年度（平成9年度） : 京都丹波道路の、篠ICがフルインターチェンジ化。
- 1998年（平成10年）3月8日 : 綾部宮津道路の、舞鶴大江IC - 綾部JCT間が開通し[7]、舞鶴若狭自動車道と接続[注釈 4][11]。
- 2001年（平成13年）6月17日 : 京都丹波道路の、八木西IC - 千代川IC間が4車線化し、同時に南丹PAが供用開始。
- 2002年（平成14年）
  - 4月21日 : 京都丹波道路の、園部IC - 八木西IC間が4車線化。
  - 10月27日 : 綾部宮津道路の、宮津天橋立IC - 舞鶴大江IC間で、開通に先駆け、「ハイウェイウォーキング」イベントが行われる[注釈 5]。
- 2003年（平成15年）
  - 3月1日 : 綾部JCTの舞鶴方面が供用開始し[11]、これによりフルJCT化。
  - 3月2日 : 綾部宮津道路の、宮津天橋立IC - 舞鶴大江IC間が開通[7]。
  - 3月27日 : 丹波綾部道路の、綾部JCT - 綾部安国寺IC間が開通し[10]、その区間に綾部北料金所を設置[11]。
- 2005年（平成17年）10月1日 : 道路関係四公団民営化により、京都丹波道路の保有を、独立行政法人 日本高速道路保有・債務返済機構に、管理を西日本高速道路株式会社に移管。
- 2008年（平成20年）9月13日 : 丹波綾部道路の、綾部JCT - 綾部安国寺IC間に設置されていた、綾部北料金所を廃止し[12]、綾部安国寺ICに料金所を新設。

丹波綾部道路の、綾部安国寺IC - 京丹波わちIC間が開通。
- 2010年（平成22年）6月28日 : 京都丹波道路で高速道路無料化社会実験が開始[14]。
- 2011年（平成23年）
  - 3月12日 : 山陰近畿自動車道（宮津与謝道路）の、宮津天橋立IC - 与謝天橋立IC間が開通し、宮津天橋立ICの本線料金所が供用開始[15]。
  - 6月20日 : 政府が東北地方太平洋沖地震（東日本大震災）の復旧・復興費用をまかなうため、0時をもって高速道路無料化社会実験が一旦終了し、一時凍結される[16]。
  - 10月31日 : 京都第二外環状道路の建設に伴い、沓掛IC入口の進入方法が変更[17]。
- 2012年（平成24年）
  - 2月6日 : 京都第二外環状道路の建設に伴い、沓掛IC出口の退出方法が変更[18]。
  - 4月26日 : 京都第二外環状道路の建設時の仮称だった大枝ICから[6]、建設前と同じ名称の沓掛ICに、仮称だった春日ICと長岡京ICから大原野ICと長岡京ICに、名称がそれぞれ決定[19]。
- 2013年（平成25年）
  - 4月21日 : 京都第二外環状道路の、沓掛IC - 大山崎JCT間が開通[20]。
  - 12月21日 : 京都第二環状道路の、長岡京バスストップが供用開始[21]。
- 2014年（平成26年）9月26日 : 国土交通省 近畿地方整備局が、丹波綾部道路の京丹波わちIC - 丹波IC間で、建設中の仮称瑞穂トンネル（現・新瑞穂トンネル）の出水が原因で、工事が難航し、2014年度中の開通時期が延びる可能性があると発表[22][23]。
- 2015年（平成27年）
  - 1月26日 : 国土交通省 近畿地方整備局が、京都縦貫自動車道の全線開通時期が、2015年度にずれ込む見通しと発表[24]。
  - 1月31日 : 綾部宮津道路の、由良川PAのトイレがリニューアル[25]。
  - 2月19日 : 国土交通省 近畿地方整備局 福知山河川国道事務所が、仮称瑞穂トンネル（現・新瑞穂トンネル）の工事難航により、ゴールデンウィーク前の開通が困難である見通しを発表[26]。
  - 3月6日 : 丹波綾部道路の、仮称であった瑞穂ICと丹波PAから京丹波みずほICと京丹波PAに正式決定[27]。
  - 6月2日 : 京都丹波道路の、丹波IC - 八木TB間の料金収受方法を、「単純支払方式」から「入口発券方式」に変更し[28]、丹波ICに料金所を新設。
  - 7月18日 : 丹波綾部道路の、京丹波わちIC - 丹波IC間の開通により全線開通[29]。
- 2019年（平成31年/令和元年）9月4日：国土交通省が京都縦貫道の暫定2車線区間のうち、丹波IC - 園部ICを10 - 15年後を目処に4車線化する優先整備区間に選定する方針を発表[30][31][32]。
- 2023年（令和5年）4月1日 : 宮津天橋立IC - 丹波IC間を京都府道路公社から西日本高速道路（NEXCO西日本）に移管[33]。全国路線網に編入[34]。

## 路線状況

### 車線・最高速度
| 区間                  | 車線 上下線=上り線+下り線 | 最高速度 | 備考 |
| --------------------- | ------------------------- | -------- | ---- |
| 宮津天橋立IC - 園部IC | 2=1+1 （暫定2車線）       | 70 km/h  | ※    |
| 園部IC - 大山崎JCT    | 4=2+2                     | 80 km/h  |      |

- ※ : 丹波IC - 園部IC間は4車線化優先整備区間[30][31][32]

### 主なトンネルと橋

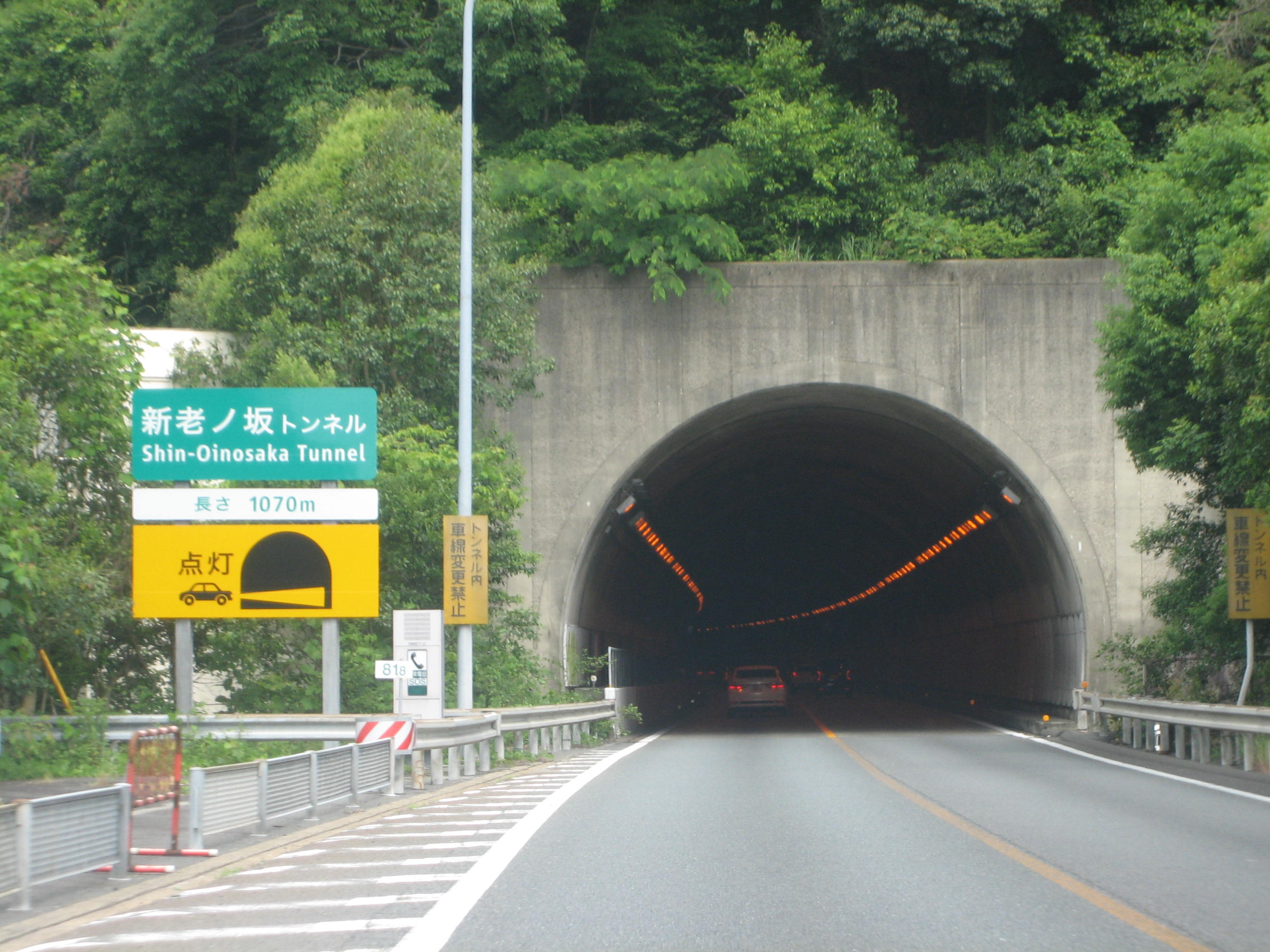
新老ノ坂トンネル

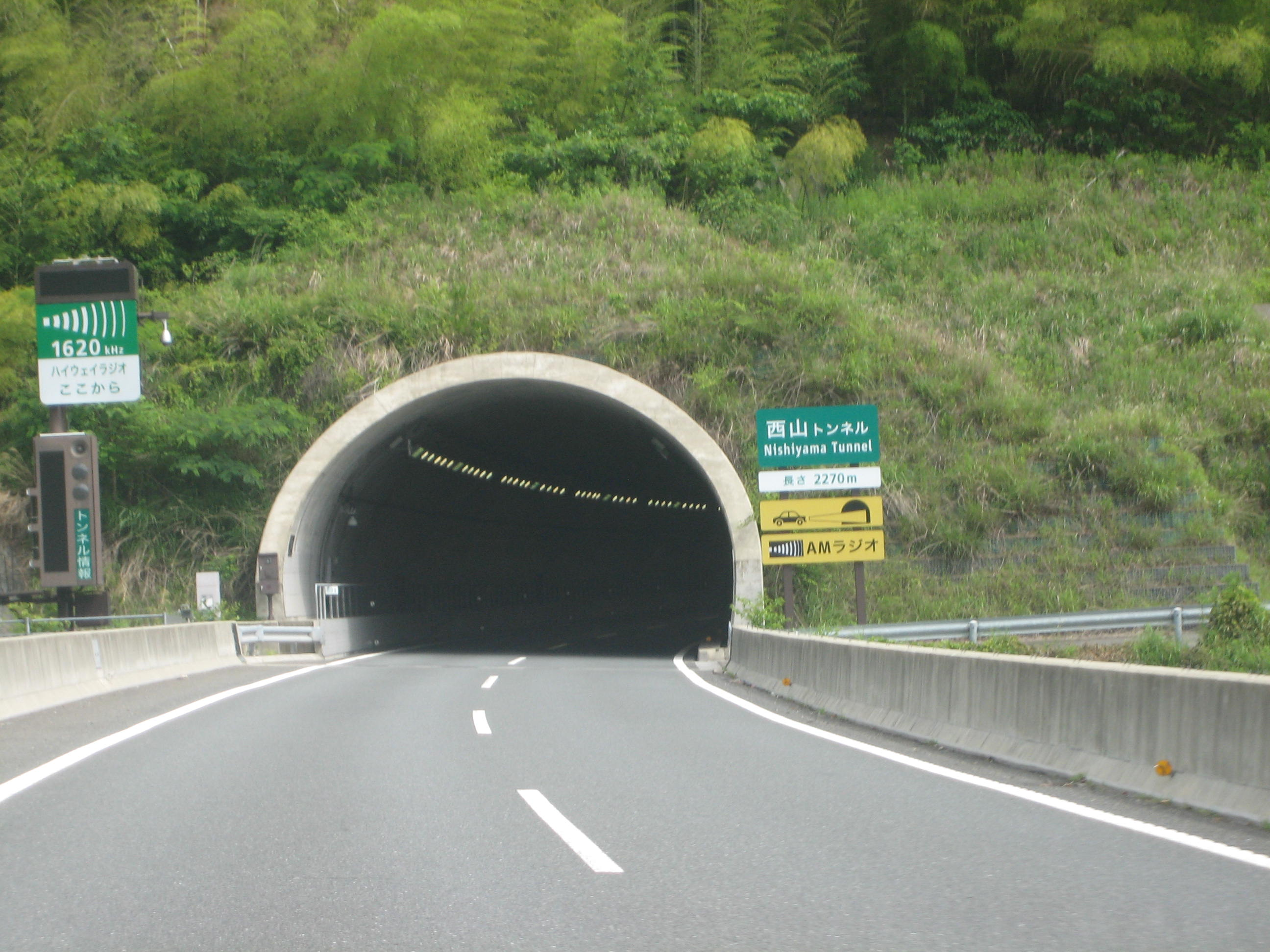
西山トンネル

| 区間                          | 構造物名         | 長さ    | 長さ    |
| 区間                          | 構造物名         | 上り線  | 下り線  |
| ----------------------------- | ---------------- | ------- | ------- |
| 宮津天橋立IC - 舞鶴大江IC     | 大江山トンネル   |         | 2,126 m |
| 宮津天橋立IC - 舞鶴大江IC     | 辛皮トンネル     |         | 308 m   |
| 宮津天橋立IC - 舞鶴大江IC     | 栃葉トンネル     |         | 617 m   |
| 宮津天橋立IC - 舞鶴大江IC     | 大俣トンネル     |         | 223 m   |
| 舞鶴大江IC - 綾部JCT          | 舞鶴由良川大橋   | 740 m   | 740 m   |
| 舞鶴大江IC - 綾部JCT          | 上村トンネル     |         | 685 m   |
| 舞鶴大江IC - 綾部JCT          | 小原トンネル     |         | 187 m   |
| 舞鶴大江IC - 綾部JCT          | 坊口トンネル     |         | 1,378 m |
| 舞鶴大江IC - 綾部JCT          | 志賀郷高架橋     |         | 697 m   |
| 舞鶴大江IC - 綾部JCT          | 内久井トンネル   |         | 408 m   |
| 舞鶴大江IC - 綾部JCT          | 別所トンネル     |         | 364 m   |
| 舞鶴大江IC - 綾部JCT          | 篠田トンネル     |         | 511 m   |
| 舞鶴大江IC - 綾部JCT          | 七百石トンネル   |         | 415 m   |
| 綾部JCT - 綾部安国寺IC        | 高城第二トンネル | 207 m   |         |
| 綾部JCT - 綾部安国寺IC        | 高城第一トンネル | 321 m   |         |
| 綾部安国寺IC - 京丹波わちIC   | 横谷トンネル     | 1,158 m |         |
| 綾部安国寺IC - 京丹波わちIC   | 旭トンネル       | 323 m   |         |
| 綾部安国寺IC - 京丹波わちIC   | 上林川橋         | 139 m   |         |
| 綾部安国寺IC - 京丹波わちIC   | 橋上トンネル     | 1,096 m |         |
| 京丹波わちIC - 京丹波みずほIC | 京丹波由良川橋   | 713 m   | 713 m   |
| 京丹波わちIC - 京丹波みずほIC | 広野トンネル     |         | 350 m   |
| 京丹波わちIC - 京丹波みずほIC | 大簾トンネル     |         | 300 m   |
| 京丹波わちIC - 京丹波みずほIC | 新瑞穂トンネル   |         | 2,906 m |
| 京丹波わちIC - 京丹波みずほIC | 粟野トンネル     |         | 760 m   |
| 京丹波みずほIC - 京丹波PA     | 院内トンネル     |         | 190 m   |
| 京丹波みずほIC - 京丹波PA     | 森トンネル       |         | 460 m   |
| 京丹波PA - 丹波IC             | 曽根トンネル     |         | 374 m   |
| 京丹波PA - 丹波IC             | 須知トンネル     |         | 303 m   |
| 丹波IC - 園部IC               | 新観音トンネル   |         | 1,083 m |
| 丹波IC - 園部IC               | 熊崎トンネル     |         | 375 m   |
| 丹波IC - 園部IC               | 瓜生野トンネル   |         | 180 m   |
| 八木東IC - 千代川IC           | 本郷トンネル     | 484 m   | 458 m   |
| 八木東IC - 千代川IC           | 拝田トンネル     | 420 m   | 473 m   |
| 亀岡IC - 篠TB                 | 天岡山トンネル   | 641 m   | 600 m   |
| 篠IC - 沓掛IC                 | 新老ノ坂トンネル | 1,067 m | 1,075 m |
| 大原野IC - 長岡京IC           | 北春日トンネル   | 464 m   | 458 m   |
| 大原野IC - 長岡京IC           | 南春日トンネル   | 230 m   | 230 m   |
| 大原野IC - 長岡京IC           | 西山トンネル     | 2,272 m | 2,263 m |
| 大原野IC - 長岡京IC           | 西代トンネル     | 106 m   | 65 m    |

#### トンネルの数
| 区間                          | 上り線 | 下り線 |
| ----------------------------- | ------ | ------ |
| 宮津天橋立IC - 舞鶴大江IC     | 4      | 4      |
| 舞鶴大江IC - 綾部JCT          | 7      | 7      |
| 綾部JCT - 綾部安国寺IC        | 2      | 2      |
| 綾部安国寺IC - 京丹波わちIC   | 3      | 3      |
| 京丹波わちIC - 京丹波みずほIC | 4      | 4      |
| 京丹波みずほIC - 京丹波PA     | 2      | 2      |
| 京丹波PA - 丹波IC             | 2      | 2      |
| 丹波IC - 園部IC               | 3      | 3      |
| 園部IC - 八木西IC             | 0      | 0      |
| 八木西IC - 八木中IC           | 0      | 0      |
| 八木中IC - 南丹PA             | 0      | 0      |
| 南丹PA - 八木東IC             | 0      | 0      |
| 八木東IC - 千代川IC           | 2      | 2      |
| 千代川IC - 大井IC             | 0      | 0      |
| 大井IC - 亀岡IC               | 0      | 0      |
| 亀岡IC - 篠IC                 | 1      | 1      |
| 篠IC - 沓掛IC                 | 1      | 1      |
| 沓掛IC - 大原野IC             | 0      | 0      |
| 大原野IC - 長岡京IC           | 4      | 4      |
| 長岡京IC - 大山崎JCT          | 0      | 0      |
| 合計                          | 35     | 35     |

- 宮津天橋立IC - 園部IC間は、暫定2車線の対面通行であるため、上下線で1本のトンネルとなっている。

### 道路管理者
- 西日本高速道路株式会社
  - 亀岡高速道路事務所 : 宮津天橋立IC - 長岡京IC[35]
  - 京都高速道路事務所 : 長岡京IC - 大山崎JCT/IC[36]

#### ハイウェイラジオ
- 西山（大原野IC - 長岡京IC）

### 交通量
24時間交通量（台） 道路交通センサス
| 区間                          | 平成17（2005）年度 | 平成22（2010）年度 | 平成27（2015）年度 | 令和3（2021）年度 |
| ----------------------------- | ------------------ | ------------------ | ------------------ | ----------------- |
| 宮津天橋立IC - 舞鶴大江IC     | 02,351             | 03,940             | 05,544             | 06,721            |
| 舞鶴大江IC - 綾部JCT          | 02,023             | 03,865             | 05,432             | 06,086            |
| 綾部JCT - 綾部安国寺IC        | 00937              | 03,621             | 05,771             | 06,946            |
| 綾部安国寺IC - 京丹波わちIC   | 調査当時未開通     | 03,417             | 06,657             | 08,611            |
| 京丹波わちIC - 京丹波みずほIC | 調査当時未開通     | 調査当時未開通     | 06,713             | 08,918            |
| 京丹波みずほIC - 丹波IC       | 調査当時未開通     | 調査当時未開通     | 08,062             | 10,483            |
| 丹波IC - 園部IC               | 09,168             | 17,438             | 12,448             | 11,554            |
| 園部IC - 八木西IC             | 09,168             | 20,554             | 13,420             | 12,456            |
| 八木西IC - 八木中IC           | 13,163             | 26,906             | 14,207             | 14,618            |
| 八木中IC - 八木東IC           | 11,235             | 25,641             | 11,590             | 14,359            |
| 八木東IC - 千代川IC           | 11,413             | 27,063             | 12,033             | 14,824            |
| 千代川IC - 大井IC             | 14,737             | 30,345             | 15,534             | 17,801            |
| 大井IC - 亀岡IC               | 15,949             | 32,571             | 18,188             | 20,445            |
| 亀岡IC - 篠IC                 | 19,535             | 37,280             | 25,520             | 24,374            |
| 篠IC - 沓掛IC                 | 25,513             | 43,052             | 29,724             | 28,566            |
| 沓掛IC - 大原野IC             | 調査当時未開通     | 調査当時未開通     | 12,383             | 13,963            |
| 大原野IC - 長岡京IC           | 調査当時未開通     | 調査当時未開通     | 16,538             | 19,348            |
| 長岡京IC - 大山崎JCT          | 調査当時未開通     | 調査当時未開通     | 17,308             | 21,124            |

（出典 : 「平成22年度道路交通センサス」・「平成27年度全国道路・街路交通情勢調査」・「令和3年度全国道路・街路交通情勢調査」（国土交通省ホームページ）より一部データを抜粋して作成）
- 平成22年度の調査期間中において丹波IC - 沓掛ICでは、高速道路無料化社会実験が行われていた。

- 令和2年度に実施予定だった交通量調査は、新型コロナウイルスの影響で延期された[37]。

## 地理

### 通過する自治体
- 京都府
  - 宮津市 - 舞鶴市 - 綾部市 - 船井郡京丹波町 - 南丹市 - 亀岡市 - 京都市西京区 - 長岡京市 - 乙訓郡大山崎町

### 接続する高速道路
- E9 山陰近畿自動車道（宮津天橋立ICで直結）
- E27 舞鶴若狭自動車道（綾部JCTで接続）
- E88 京滋バイパス（大山崎JCTで直結）
- E1 名神高速道路（大山崎JCTで接続）